# Golubovi prevrtači
Golubovi prevrtači posebna su skupina golubova koja se izgledom mogu dosta razlikovati, međutim povezuje ih zajedničko svojstvo prevrtanja. Umjetnost leta prevrtača sastoji se u visokom i elegantnom letu i kruženju-lebdenju, pri čemu se pojedinačno golubovi prevrću naglo unazad i, ne smanjujući gotovo nimalo brzinu i visinu leta, poslije nekoliko brzih "lupinga" nastavljaju s ostalim jatom kružno letenje, ne gubeći pri tome svoje mjesto u općem poretku jata. Sve pasmine prevrtača zahtijevaju vježbu i dresiranje i svaka pasmina gubi u umjetničkom letu čim uzgajivač zapušta ili zanemaruje trening i vježbanje. I baš taj trening mnogim uzgajivačima upravo dočarava svoj hobi sportskog golubarstva. Postoji mnogo pasmina prevrtača od kojih se neki slabije a neki bolje prevrću a neki su nažalost izgubili svojstvo prevrtanja pa ih se više ne može nazivati prevrtačima iako su zadržali to ime. Svakako najpoznatija i najraširenija pasmina prevrtača na svijetu je birmingenski prevrtač. Ova pasmina potječe iz Engleske i vrlo je popularna u natjecanjima prevrtača. I Hrvatska također ima svoje autohtone pasmine prevrtača: brodskog, zagrebačkog, sisačkog, slavonskog i zadarskog prevrtača.